# Thanh ghi dịch
Thanh ghi dịch hay Shift register là mạch được lập ra bằng chuỗi các flip-flop kiểu D đồng bộ, có kết nối xác định để sau mỗi nhịp clock thì mảng bit nhớ dịch chuyển.

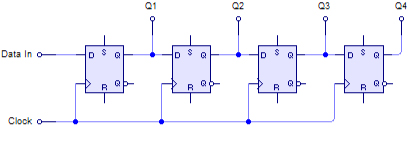
Thanh ghi dịch 4 bit dịch phải với ngõ ra parallel-out (SIPO)

## Nguyên lý hoạt động
Chuỗi các flip-flop kiểu D đồng bộ chia sẻ chung xung nhịp clock, trong đó ngõ ra của flip-flop này được kết nối tới ngõ vào dữ liệu của flip-flop kế tiếp trong chuỗi.
Kết quả là tại mỗi khi clock ở ngõ vào nhịp thay đổi, mảng bit nhớ trong mạch dịch một bước, dữ liệu ở ngõ vào ngõ vào dữ liệu (Data In) được dịch vào mảng, còn dữ liệu cuối cùng thì dịch ra.
Một cách tổng quát thì thanh ghi dịch là đa chiều, dữ liệu từ flip-flop bên trong có thể được lấy ra ở dạng song song nếu bố trí chân nối khi chế tạo IC. Cho nên nó có thể cấu hình là:
- Dạng 'serial-in, parallel-out' (SIPO) hoặc là 'parallel-in, serial-out' (PISO).
- Hướng dịch L→R hoặc là R→L.
- Nối vòng: Nối lối ra Q4 hoặc Q4 về Data In để tạo ra thanh ghi dịch vòng (circular shift register), còn gọi là mạch đếm vòng (Ring counter).